# КК Братунац
КК Братунац је мушки професионални кошаркашки клуб из Братунца, Република Српска. Тренутно се такмичи у Првој лиги Босне и Херцеговине.

## Опште информације
Клуб је основан 1974. године. У сезони 2017/18. освојио је Прва лига Републике Српске и промовисан је у Првој лиги Босне и Херцеговине у сезони 2018/19.
Током постојања клуб је више пута мењао имена због спонзорства, а звао се : Вихор Братунац, Братунац МИНС и Братунац ТРБ. Домаће утакмице клуб игра у Спортској хали „Братунац”, која се налази у истоименој општини и капацитета је 1.200 места за седење.

## Награде и трофеји
- Прва лига Републике Српске
  - Победници (1): 2017–18.